# Sujo (Film)
Sujo ist ein Filmdrama von Astrid Rondero und Fernanda Valadez. Der Film feierte im Januar 2024 beim Sundance Film Festival seine Premiere. Sujo wurde von Mexiko als Beitrag für die Oscarverleihung 2025 als bester Internationaler Film eingereicht.

## Handlung
Als ein Mann getötet wird, der für ein mexikanisches Kartell die Morde übernommen hatte, hinterlässt er seinen geliebten vierjährigen Sohn Sujo. Nur knapp ist der Junge mit der Hilfe seiner Tante seinem eigenen Tod entkommen.

## Produktion

### Filmstab und Besetzung
Regie führten Astrid Rondero und Fernanda Valadez. Gemeinsam schrieben sie auch das Drehbuch. Rondero und Valadez arbeiteten bereits in den vergangenen 15 Jahren zusammen. Ihr vorheriger gemeinsamer Film Was geschah mit Bus 670? wurde von Kritikern hoch gelobt und wurde vielfach ausgezeichnet, unter anderem bei den Gotham Awards und beim San Sebastián Film Festival. Das Duo bemerkt zu der in Sujo erzählten Geschichte: „Tausende Kinder sind aufgrund der Gewalt der Drogenkartelle zu Waisen geworden. Einige von ihnen sind Kinder deren Opfer, sind ‚die Kollateralschäden‘ des Drogenkrieges. Wieder andere aber sind die Söhne und Töchter der Menschen, die aktiv als Täter beteiligt waren.“ Sujo erzähle eine dieser Geschichten über diese „Anderen“.
Juan Jesús Varela spielt in der Titelrolle Sujo. Er war bereits in Was geschah mit Bus 670? in der Hauptrolle zu sehen. Als Kind wird Sujo von Kevin Aguilar gespielt. Yadira Pérez spielt seine Tante Nemesia. Karla Garrido spielt die in der Stadt lebende Tante Rosalia. Alexis Varela und Jairo Hernández spielen deren Söhne Jai und Jeremy, die für Sujo so etwas wie Brüder werden. Juan Jesús Varela, der den erwachsenen Sujo verkörpert, spielt auch selbst seinen zu Beginn des Films getöteten Vater Josué. Sandra Lorenzano spielt die Lehrerin Susan, die Sujo Bildung als Ausweg vermittelt und sein Potenzial fördert.

### Marketing und Veröffentlichung
Die Weltpremiere erfolgte am 19. Januar 2024 beim Sundance Film Festival, wo Rondero und Valadez vier Jahre zuvor bereits Was geschah mit Bus 670? vorstellten und dort mehrere Auszeichnungen erhielten. Kurz zuvor wurde ein erster Filmclip vorgestellt. Ende Januar, Anfang Februar 2024 wurde Sujo beim Göteborg Film Festival gezeigt und im April 2024 beim Miami Film Festival. Im Mai 2024 wurde der Film beim Seattle International Film Festival vorgestellt und im Juni 2024 beim Sydney Film Festival. Anfang Juli 2024 wurde Sujo beim Filmfest München gezeigt und hiernach beim Galway Film Fleadh. Im August 2024 wurde der Film beim Melbourne International Film Festival vorgestellt und im September 2024 beim San Sebastian International Film Festival. Ende Oktober 2024 wurde er beim AFI Fest gezeigt. Der Kinostart in der Deutschschweiz war am 19. September 2024 und am 27. November 2024 in der Romandie. Im Dezember 2024 wurde der Film bei Around the World in 14 Films vorgestellt. Im Januar 2025 wird Sujo beim Palm Springs International Film Festival gezeigt.

## Rezeption

### Kritiken
Von den bei Rotten Tomatoes aufgeführten Kritiken sind 95 Prozent positiv bei einer durchschnittlichen Bewertung mit 7,3 von 10 möglichen Punkten.

### Auszeichnungen
Sujo wurde von Mexiko als Beitrag für die Oscarverleihung 2025 als bester Internationaler Film eingereicht. Im Folgenden eine Auswahl von Auszeichnungen und Nominierungen.
Filmfest München 2024
- Nominierung im Wettbewerb CineMasters[13]

Göteborg Film Festival 2024
- Nominierung im Internationalen Wettbewerb[21]

Miami Film Festival 2024
- Nominierung für den MARIMBAS Award[10]

Palm Springs International Film Festival 2025
- Nominierung als Bester internationaler Spielfilm
- Auszeichnung mit dem Ibero-American Award[19][22]

San Sebastian International Film Festival 2024
- Nominierung in der Sektion Horizontes Latinos
- Auszeichnung mit dem Spanish Co-operation Award[23][24]

Seattle International Film Festival 2024
- Nominierung im Ibero-American Competition[25]

Sofia International Film Festival 2024
- Auszeichnung mit dem Sofia City of Film Award[26]

Sundance Film Festival 2024
- Auszeichnung im World Cinema Dramatic Competition[9]

Sydney Film Festival 2024
- Nominierung im Offiziellen Wettbewerb[11]